# Рубин, Эрик
Эрик Рубин (исп. Erick Rubin Milanszenko) (30 января 1971, Пуэбла, Мексика) — известный мексиканский актёр театра и кино и певец украинского происхождения. Рост — 180 сантиметров.

## Биография
Родился 30 января 1971 года в Пуэбле. С 1983 года начал свою музыкальную карьеру путём присоединения к музыкальной группе Timbiriche, где выступали множество прославленных личностей: Бенни Ибарра, Саша Сокол, Мариана Гарса, Алих Бауэр, Паулина Рубио, Диего Шоенинг, Эдуардо Капетильо, Талия, Эдит Маркес, Биби Гайтан и Сильвия Кампос, где выступал вплоть до 1993 года. С 1993 года начал сольную карьеру и выпустил свой первый альбом Дом любви, который был удостоен премии Золотой диск. В 1998 году вернулся в группу Timbiriche, где вместе со своей командой дал 22 концерта. В мексиканском кинематографе дебютировал в 1987 году и сыграл в 5 телесериалах и 1 телефильме. Телесериал Узы любви оказался популярным с участием актёра, ибо был продан во многие страны мира. Ярко дебютировал в театре в мюзикле Иисус Христос суперзвезда, где он играл роль Иуды, за что получил премию El Heraldo. В 2007 году вновь воссоединился с группой Timbiriche, чтобы отметить 25-летие существования, ряд концертов побили несколько рекордов популярности. В 2012 году получил музыкальную премию CASM за очередной выпущенный диск. Эрик Рубин является популярным певцом не только в Мексике, ну а также во всей Латинской Америке, США и некоторых стран Европы.

## Личная жизнь
В 2000 году в Гвадалахаре женился на актрисе и певице Андреа Легаррета, которая подарила своему супругу двоих дочерей — Мию и Нину. Имя второй дочери придумала мать Эрика Рубина, украинка по национальности, дав ей русское имя.

## Фильмография
1
Мятежники (сериал, 2004 – 2006)
Rebelde ... Erick
2
Узы любви (сериал, 1995 – ...)
Lazos de amor ... Carlos León
3
Дотянуться до звезды 2 (сериал, 1991)
Alcanzar una estrella II ... Miguel Ángel Castellani
4
Умираю, чтобы жить (сериал, 1989)
Morir para vivir ... Armando (1989)
5
Noche de terrock y brujas (ТВ, 1987)
... Espectro (в титрах: El grupo Timbiriche)

### Камео
6
Другая роль (сериал, 1995 – ...)
Otro rollo con: Adal Ramones ... играет самого себя

## Театральные работы
- 2001 — Иисус Христос — суперзвезда ... Иуда

## Дискография
- 1993 — Дом любви
- 1995 — Мечты, фантазии
- 1997 — Часто континентальный
- 2004 — Эрик (сольные песни)
- 2007 — T25
- 2009 — Здесь и сейчас